# Culinária da Turquia

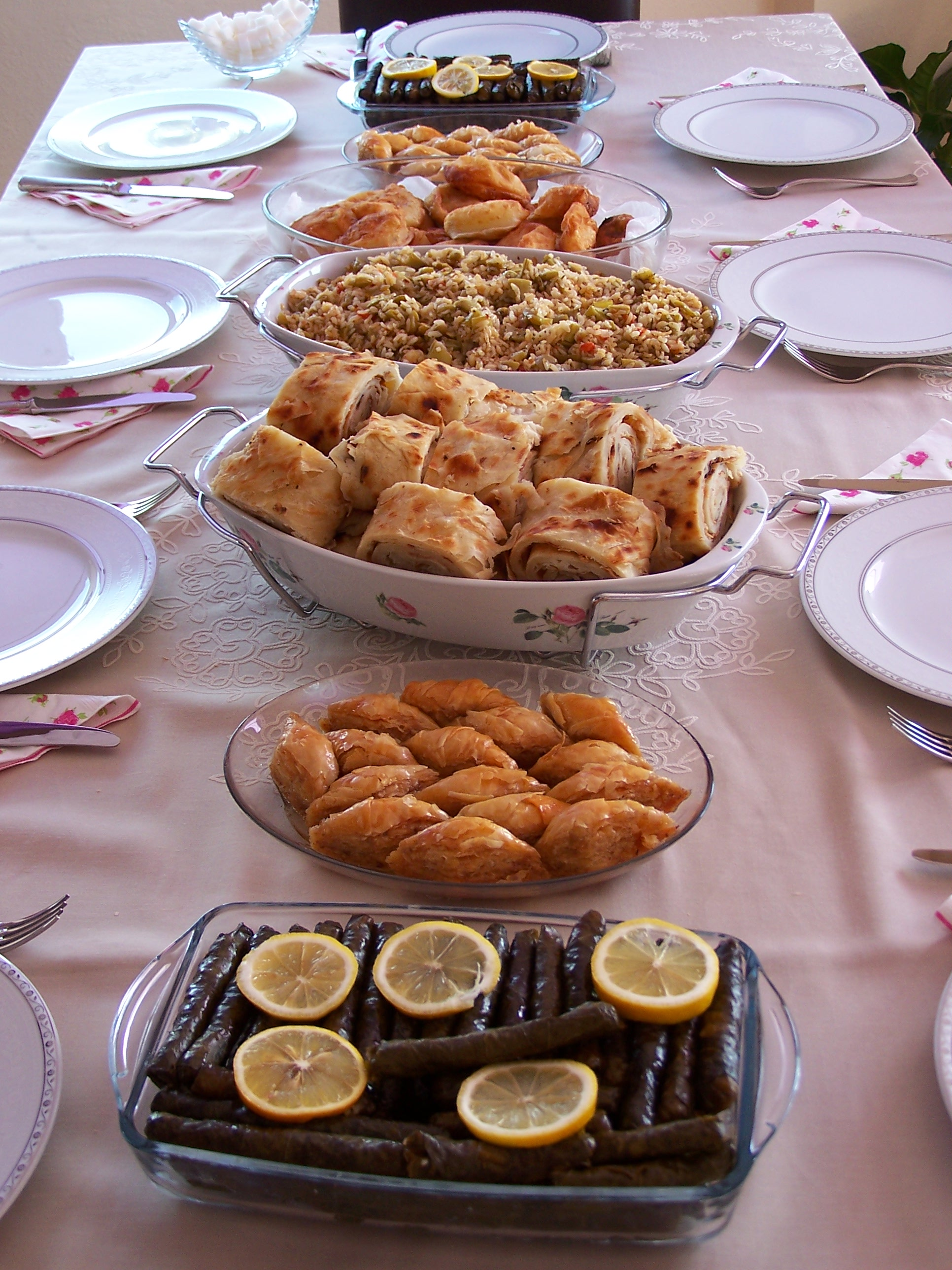
Pratos de meze da cozinha turca.

A cozinha turca, rica em massas, vegetais, carnes, peixes e doces, tem exercido muita influência sobre as cozinhas de muitos países ao redor. 
Beneficiária da herança otomana e da localização geográfica do país, a gastronomia turca se caracteriza pelo cruzamento de sabores da Ásia e do Mediterrâneo Oriental e foi enriquecida em razão das migraçãos turcas ao longo dos séculos, desde a Ásia Central até a Europa. As tradições do passado  se conservam e a variedade climática da Turquia também contribui para a preservação da heterogeneidade da sua cozinha. 
Entre os elementos trazidos da Ásia Central pelos turcos estão o iogurte e o yufka, uma fina massa filo, que constitui a base da baklava e da börek. Além desses, outros pratos muito difundidos (com  nomes diversos e pequenas diferenças de preparação) por todo o Oriente Médio e Europa Oriental incluem dolma, o döner e outros tipos de kebab, mantı (um prato de massa similar a ravioli), hünkarbeğendi  (é um prato de carne com purê de berinjela), o pilav de arroz,  e o kadayif (doce feito de massa cabelo de anjo, xarope e pistache, também presente na culinária árabe com o nome de kneff). 

## Pão na Turquia
O pide está muitas vezes associado à gastronomia turca, principalmente por seu uso quase obrigatório com o doner kebap.   O pide, um pão folha turco, é às vezes ornamentado com sementes de sésamo ou de nigella. Outros pães típicos e muito populares naquele país são as simit e açma, argolas comidas na rua ou ao pequeno almoço, a bazlama, outro tipo de pão folha; o lavash, originário do Cáucaso, também é popular, assim como o yufka, por vezes usado para fazer pasteis, como se fosse massa filo. 

## Galeria

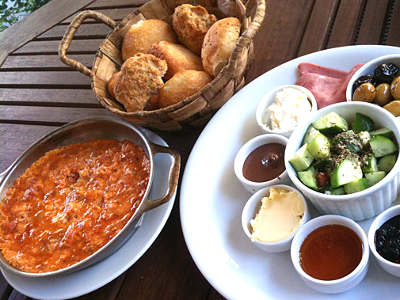
Menemen (à esquerda) e um prato clássico de pequeno-almoço turco
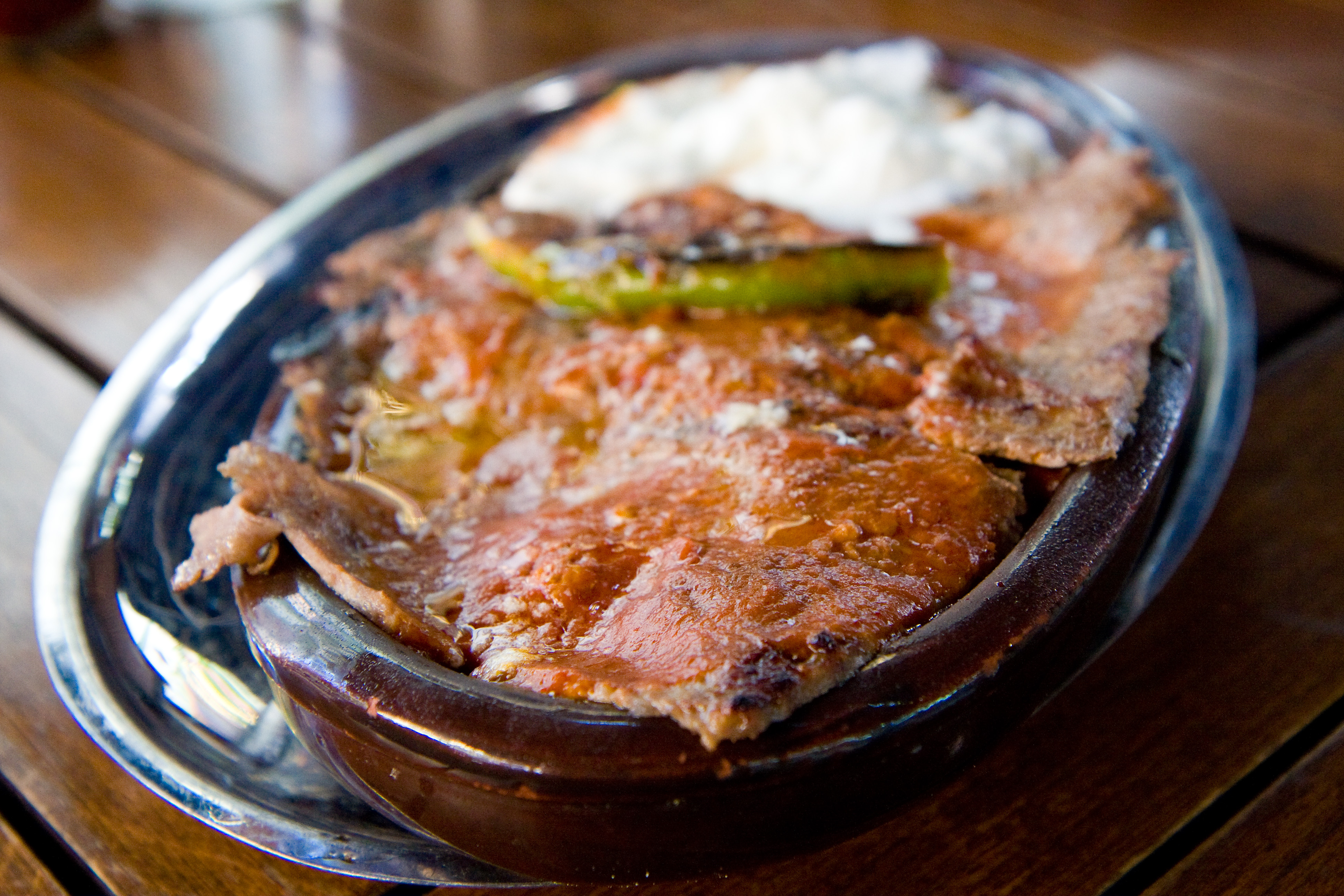
Um prato de İskender.
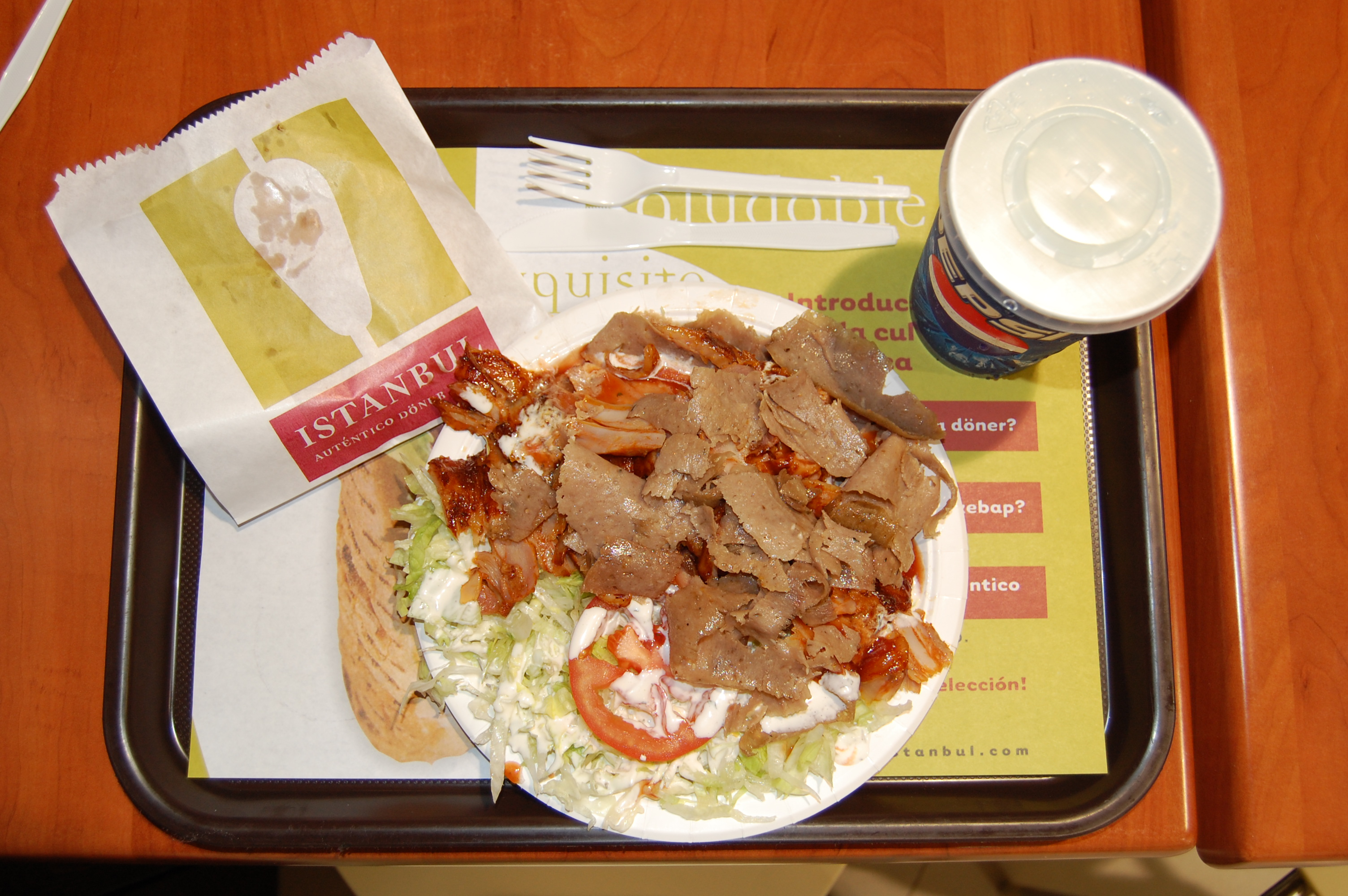
Döner kebab
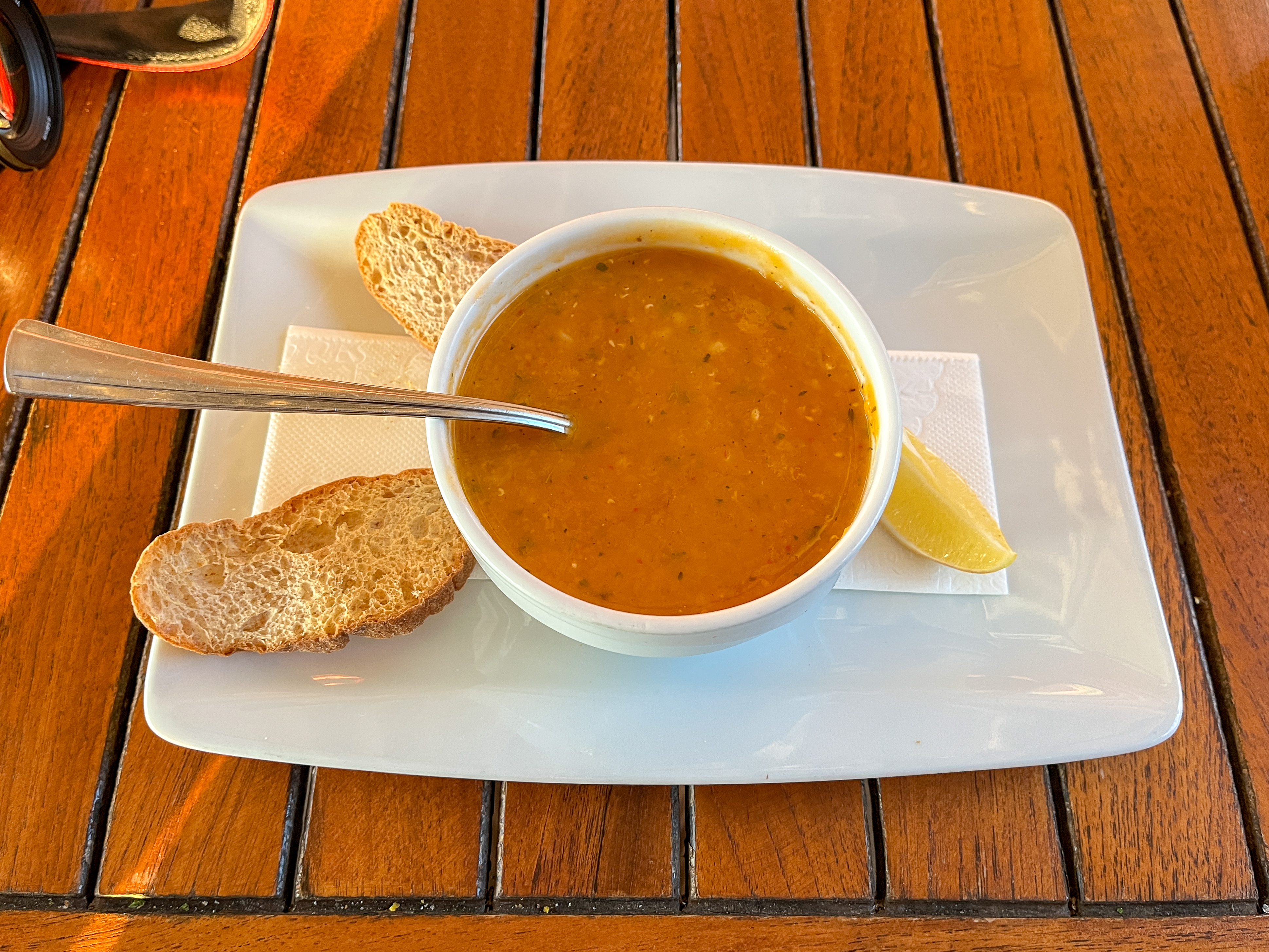
Mercimek Çorbası (Sopa de lentilhas)
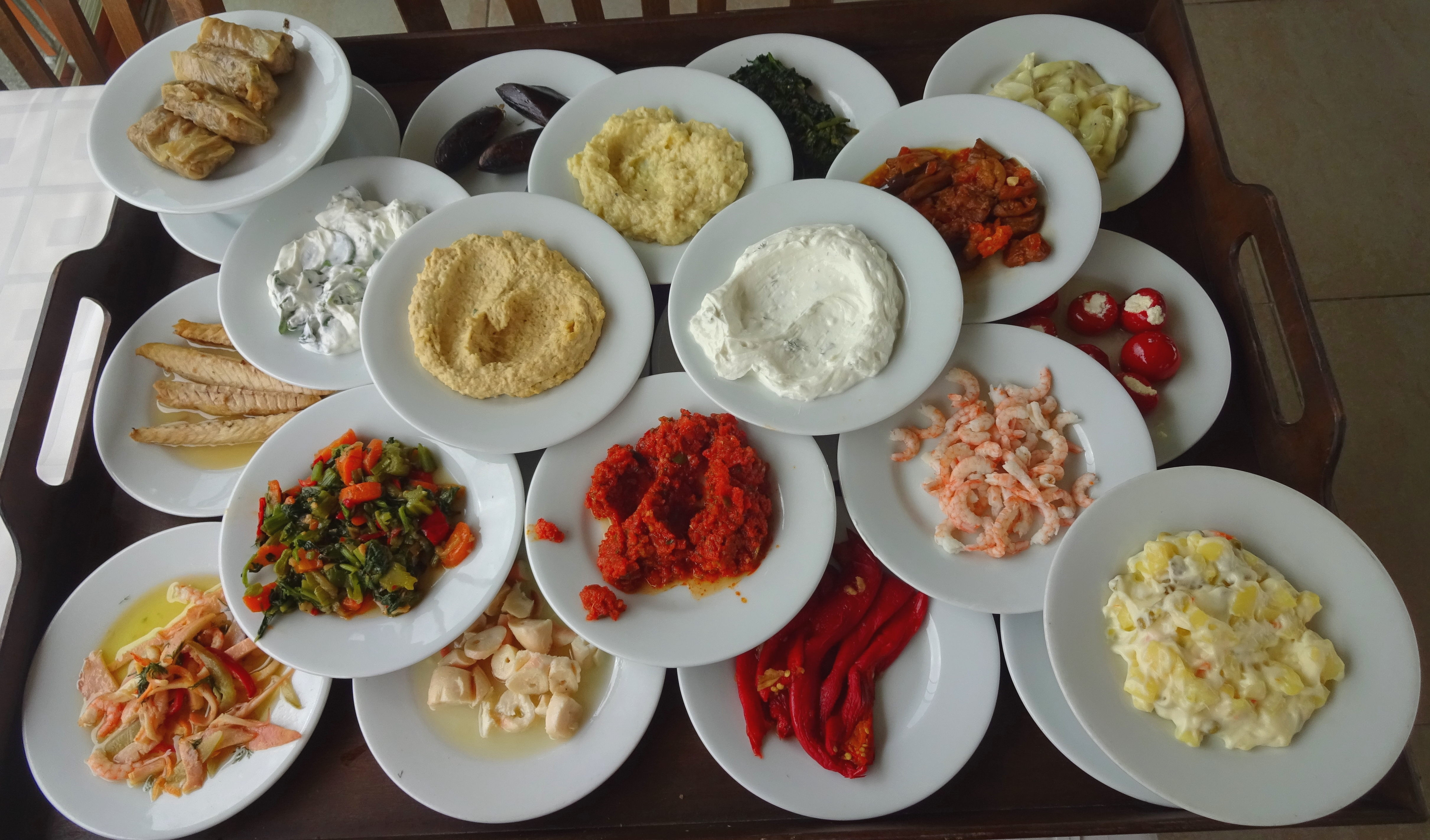
Diferentes pratos meze.
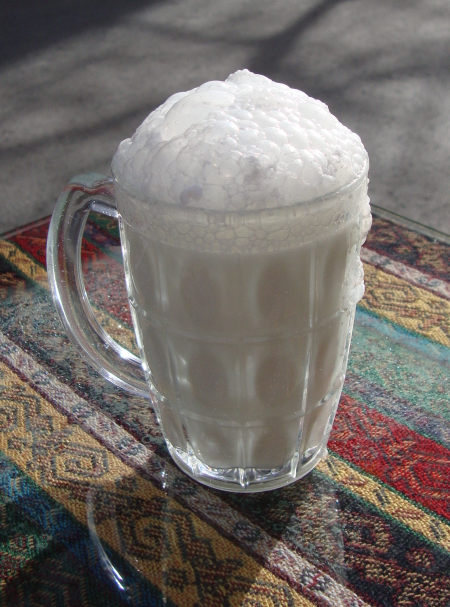
Ayran fresco com uma cabeça de espuma
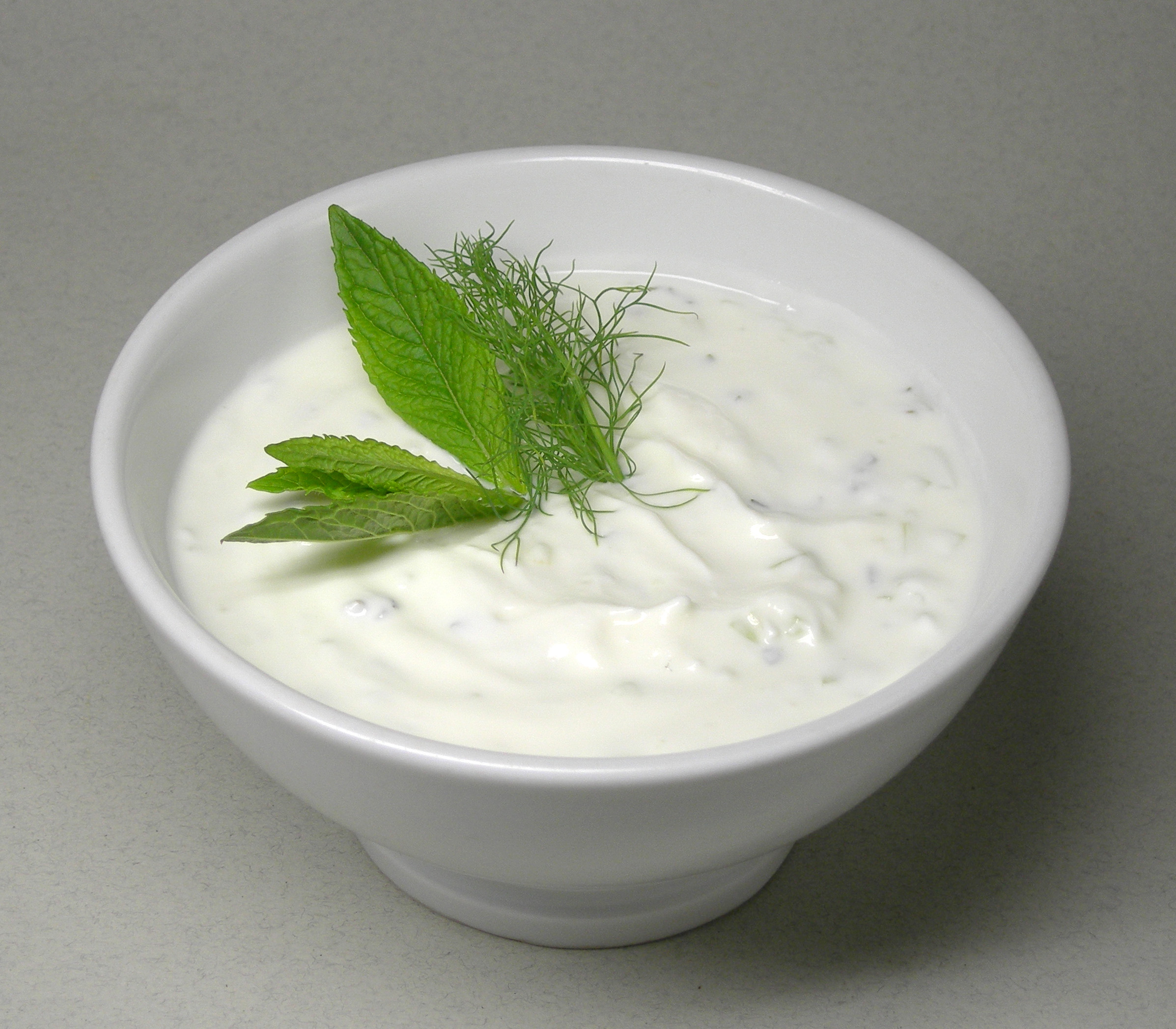
Cacık preparado para ser consumido como aperitivo.
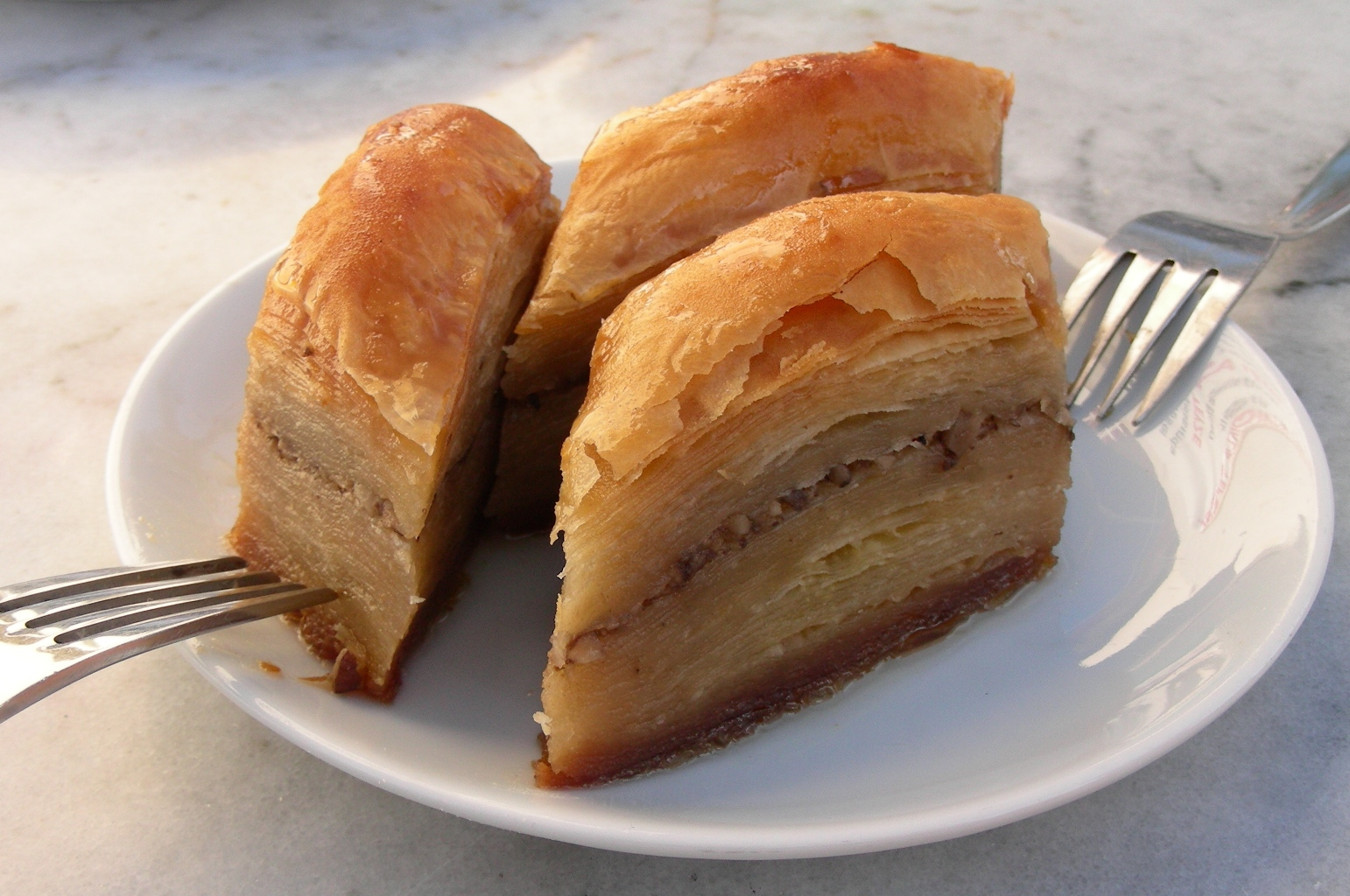
O baklava é preparado em tabuleiros grandes e cortado em vários formatos.